# 라몬즈
라몬즈(Ramones)는 미국의 4인조 펑크 록 밴드이다. 1974년에 결성하였고 1996년에 해체하였다. 대한민국에선 한때 '레이먼즈', '라모네즈' 등으로 잘못 표기되기도 했지만, 실제 발음은 '라몬즈'이다.

## 결성과 데뷔
뉴욕의 Forest Hills 마을에서 John Cummings(훗날 기타리스트 Johnny Ramone)와 Tamás Erdélyi (훗날 드러머 Tommy Ramone)는 1966-7년에 Tangerine Puppets라는 고등학교 개러지락 밴드를 같이 하는 친구였다.
이 둘은 70년대 초반에 Douglas Colvin (훗날 베이시스트 Dee Dee Ramone) 및 Jeffrey Hyman (훗날 키다리 보컬리스트 Joey Ramone, 유대인이었음)과 알게 되었고, 이들 넷이 1974년 Ramones를 결성하게 된다.
라몬스 멤버들이 기본적으로 좋아하고 영향 받았던 음악은, 50년대의 로커빌리, 60년대 초의 서프 음악과 The Ronettes, The Shangri-Las 등의 걸그룹, 1910 Fruitgum Company와 Ohio Express 등의 버블검 밴드, 그리고 비틀즈, 후, 킹크스 등의 브리티쉬 인베이전 밴드들이었다.
여기에다 70년대 초에 The Stooges와 MC5에게서 받은 영향이 더해져서 라몬스의 음악적인 스타일을 확립하게 된다.
1974년 8월 전설적인 CBGB 클럽에서 첫 라이브공연을 했고 그 곳의 락매니아들에게 열광적인 반응을 얻었다.
1975년 말에 Sire Records와 계약을 하고 1976년 2월 데뷔앨범을 녹음했으며 4월에 발매되었다.

## Ramones라는 밴드 이름의 뜻
밴드 멤버들의 성을 Ramone으로 통일시키고 밴드 이름도 Ramones로 짓자는 것은 Douglas Colvin (Dee Dee Ramone)의 아이디어였다. 비틀즈의 폴 매카트니가 Silver Beatles 시절 장난 삼아 Paul Ramon이라는 가명(pseudonym)을 사용했던 것에서 영감을 받은 것이었다.

## 평가와 영향력
본격적인 펑크락의 시초격인 밴드이고, 뉴욕쪽 뿐 아니라 심지어 섹스 피스톨즈, 더 클래시 등의 런던 펑크 밴드들에게도 큰 영향을 미쳤다.
중남미에서도 큰 인기가 있어서 2006년엔 마키 라몬 단독으로 2만명 규모의 콘서트가 개최되었다.

## 밴드 멤버

### 옛 멤버
- 디 디 라몬 -베이스, 보컬 (1974-1989년)
- 조니 라몬 - 기타 (1974-1996년)
- 조이 라몬 - 리드 보컬 (1974-1996년)
- 토미 라몬 - 드럼 (1974-1978년)
- 마키 라몬 - 드럼 (1978-1983년, 1987-1996년)
- 리치 라몬 - 드럼, 보컬 (1983-1987)
- 엘비스 버크 (클렘 버크) - 드럼 (1987년)
- C. J. 라몬 - 베이스, 보컬 (1989-1996년)

## 음반 목록
스튜디오 음반
- Ramones (1976)
- Leave Home (1977)
- Rocket to Russia (1977)
- Road to Ruin (1978)
- End of the Century (1980)
- Pleasant Dreams (1981)
- Subterranean Jungle (1983)
- Too Tough to Die (1984)
- Animal Boy (1986)
- Halfway to Sanity (1987)
- Brain Drain (1989)
- Mondo Bizarro (1992)
- Acid Eaters (1993)
- ¡Adios Amigos! (1995)